# Altar (Sonora)
Altar (Sonora) é um município do estado de Sonora, no México.